# 스텀프 필드
스텀프 필드(Stumpf Field)는 1938년에 개장한 펜실베니아 주 맨하임 타운십에 있는 야구 전용 경기장이다. 1961년까지 인터스테이트, 피드몬트 및 이스터 리그에서 활약한 랭커스터 레드로지스 야구 팀의 홈으로 지어졌다. 야구장은 현재 교내 및 고등학교 야구장으로 사용된다. 이 필드는 랭거스터 카운티 전역의 다른 재단 및 기념물 중에서 스텀프 오일의 소유주인 존 G. 스텀프가 레드 로즈 플레이어에게 기부했다.

## 역사
1938년에 지어진 스텀프 필드는 각 베이스라인 아래에 임시 관람석이 있는 단순한 야구장이다. 한 때 야구장은 홈플레이트 뒤의 관람석을 덮었지만 철거되었고 첫 번째 베이스라인과 세 번째 베이스라인의 좌석은 여전히 제자리에 있으며 원래의 나무 프레임을 대부분 유지하였다.
랭거스터 레드 로즈는 1938년부터 1961년까지 스텀프 필드에서 경기했다. 팀은 1961년에 해체되었고 이후 스텀프 필드는 지역 야구 및 소프트볼 경기장으로 강등되었다. 2003년 맥킨스 아스팔트의 소유주이자 야구 애호가인 제프 스퀴그아트에게 매각되었으며 20-40세 및 40세 이상의 플레이어를 위한 지역 야구 리그를 위해 개조되었다. 스텀프 필드는 2007년 시즌 이전에 밀러스빌 대학 마라더스 야구팀의 홈구장으로 사용되었으며 캠퍼스에 새 경기장이 세워질 때까지였다.

## 같이 보기
- 클리퍼 매거진 스타디움